# Pictodentalium
Pictodentalium is een geslacht van weekdieren uit de klasse van de Scaphopoda (tandschelpen).

## Soorten
- Pictodentalium festivum (Sowerby, 1914)
- Pictodentalium formosum (A. Adams & Reeve, 1850)
- Pictodentalium vernedei (Hanley in G.B. Sowerby II, 1860)